# Agaric du Devon
Espèce
L'agaric du Devon (Agaricus devoniensis) ou agaric des dunes est une espèce de champignons basidiomycètes de la famille des agaricacées. Il pousse essentiellement dans le sable des dunes littorales. Proche parent de deux espèces comestibles déjà cultivées, l'agaric des trottoirs et le champignon de Paris,, il fait depuis peu l'objet d'essais culturaux de la part de l'INRA.

## Description
Agaricus devoniensis est un agaric de petite taille, de couleur blanche lorsqu'il est jeune, dont le diamètre n'excède guère 6 cm. Les bords du chapeau sont ordinairement pelucheux. Le pied est muni d'un anneau ascendant apparaissant souvent étagé. La chair est blanche, légèrement rougissante.

## Écologie

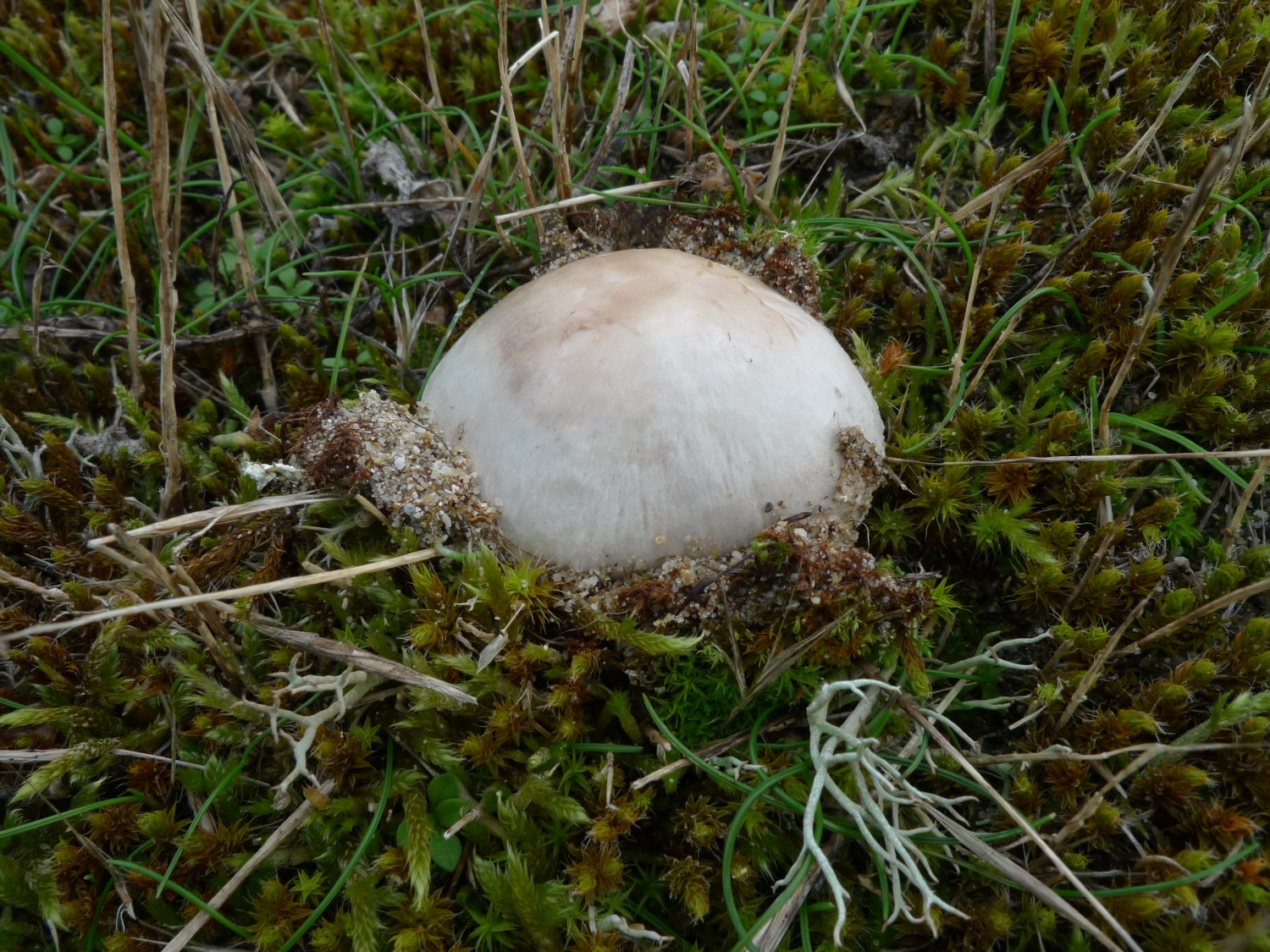
Agaric du Devon émergeant du sable et de la pelouse dunaire.

L'espèce habite essentiellement les dunes sableuses littorales non boisées, mais on peut parfois la trouver sous les cyprès, fréquemment plantés dans cet habitat. Avec cette écologie, elle se rencontre dans les régions côtières d'Europe de l'Ouest (Danemark, Angleterre, France, Italie, Grèce) et de Californie (Monterey).
En contraste évident avec cette répartition et cet habitat regardés comme traditionnels, de petites populations rapportées à cette espèce ont été observées dans les pessières montagnardes (au-dessus de 1 300 m) d'Amérique du Nord (Colorado et Alberta) : elles ont — au moins provisoirement — été décrites comme appartenant à une nouvelle sous-espèce de l'agaric du Devon sous le nom d’Agaricus devoniensis subsp. bridghamii, les auteurs n'excluant toutefois pas qu'il puisse s'agir d'une espèce à part entière.